# Вакцина против гемофильной инфекции типа b
Вакцина против гемофильной инфекции типа b (Hib) (Вакцина против Haemophilus influenzae типа b, Вакцина от гемофильной палочки типа b) — вакцина, применяемая для иммунизации против Haemophilus influenzae типа b (Hib), бактерии, которая может вызывать инфекцию Haemophilus influenzae. В странах, где вакцинация проводится регулярно, показатели тяжёлых случаев заражения Hib снизились более чем на 90 %. В свою очередь это привело к снижению частоты менингита, пневмонии и эпиглоттита. Препарат вводится путём инъекции в мышцу.
Всемирная организация здравоохранения (ВОЗ) и Центры США по контролю и профилактике заболеваний (CDC) рекомендуют его всем детям. Две или три дозы следует вводить до достижения шестимесячного возраста. В Соединённых Штатах четвёртая доза рекомендуется в возрасте от 12 до 15 месяцев. Первую дозу рекомендуется вводить в возрасте около шести недель с интервалом не менее четырёх недель между дозами. Если используются только две дозы, рекомендуется ввести ещё одну дозу позже в течение жизни. Ревакцинация не требуется.
Серьёзные побочные эффекты встречаются редко. Примерно у 20-25 % людей возникает боль в месте инъекции, а у 2 % — лихорадка. Чёткой связи с тяжелыми аллергическими реакциями не выявлено. Вакцина Hib доступна сама по себе или в различных комбинациях с вакциной против дифтерии, столбняка и коклюша, вакциной против полиомиелита, вакциной против гепатита В и вакциной против менингита С. Все вакцины против Hib, которые используются в настоящее время, являются конъюгированными вакцинами.
Первая вакцина против Hib-инфекции была разработана в Финляндии в начале 1970-х годов и была заменена конъюгированными вакцинами в конце 1980-х годов. На 2022 год 193 страны включают её в свои плановые прививки. Она включена в список основных лекарственных средств Всемирной организации здравоохранения. Вакцина в комбинированной форме недорогая, её стоимость составляет менее 2 долларов США за дозу.